# Poison Idea
Poison Idea är ett amerikanskt hardcore-band som bildades 1980 av sångaren Jerry A. (också känd som Jerry Lang). Bandet upplöstes 1993, men har spelat sporadiskt sedan 1998. Sommaren 2012 gav sig bandet ut på sin första riktiga Europaturné på över 15 år.

## Diskografi
Studioalbum
- 1986 – Kings of Punk LP (Pusmort)
- 1987 – War All the Time LP (Alchemy)
- 1989 – Ian MacKaye 12” (American Leather) Nyutgåva: innehåller Filthkick och Getting the Fear
- 1990 – Feel the Darkness LP (American Leather)
- 1991 – Dutch Courage live-LP (Bitzcore)
- 1992 – Pajama Party LP (Tim Kerr)
- 1992 – Blank Blackout Vacant LP (Taang!)
- 1993 – Your Choice Live Series LP/CD (Your Choice Records)
- 1993 – We Must Burn LP (Tim Kerr, 1993)
- 1994 – Religion and Politics Part I & II 10” (Tim Kerr, 1994)
- 1994 – The Early Years CD (Bitzcore)
- 2000 – The Best of Poison Idea CD (Taang!) Nyutgåva: innehåller Pick Your King, Record Collectors Are Pretentious Assholes, Kings of Punk, samt Learning to Scream.
- 2006 – Latest Will and Testament CD/LP (Farewell)

EP och singlar
- 1983 – Pick Your King 7” EP (Fatal Erection)
- 1984 – Record Collectors Are Pretentious Assholes 12” EP (Fatal Erection)
- 1988 – Filthkick EP (Shitfool)
- 1988 – Getting the Fear 12” EP (Rockport)
- 1989 – Darby Crash Rides Again EP (American Leather)
- 1989 – Picture Disc 7” (American Leather)
- 1990 – Discontent 7” (American Leather)
- 1991 – Punish Me 7” (American Leather)
- 1991 – Live in Vienna 7” (American Leather)
- 1991 – Official Bootleg 2x7” (American Leather)
- 1998 – Learning To Scream EP (Taang)